# Zapora Liptovská Mara

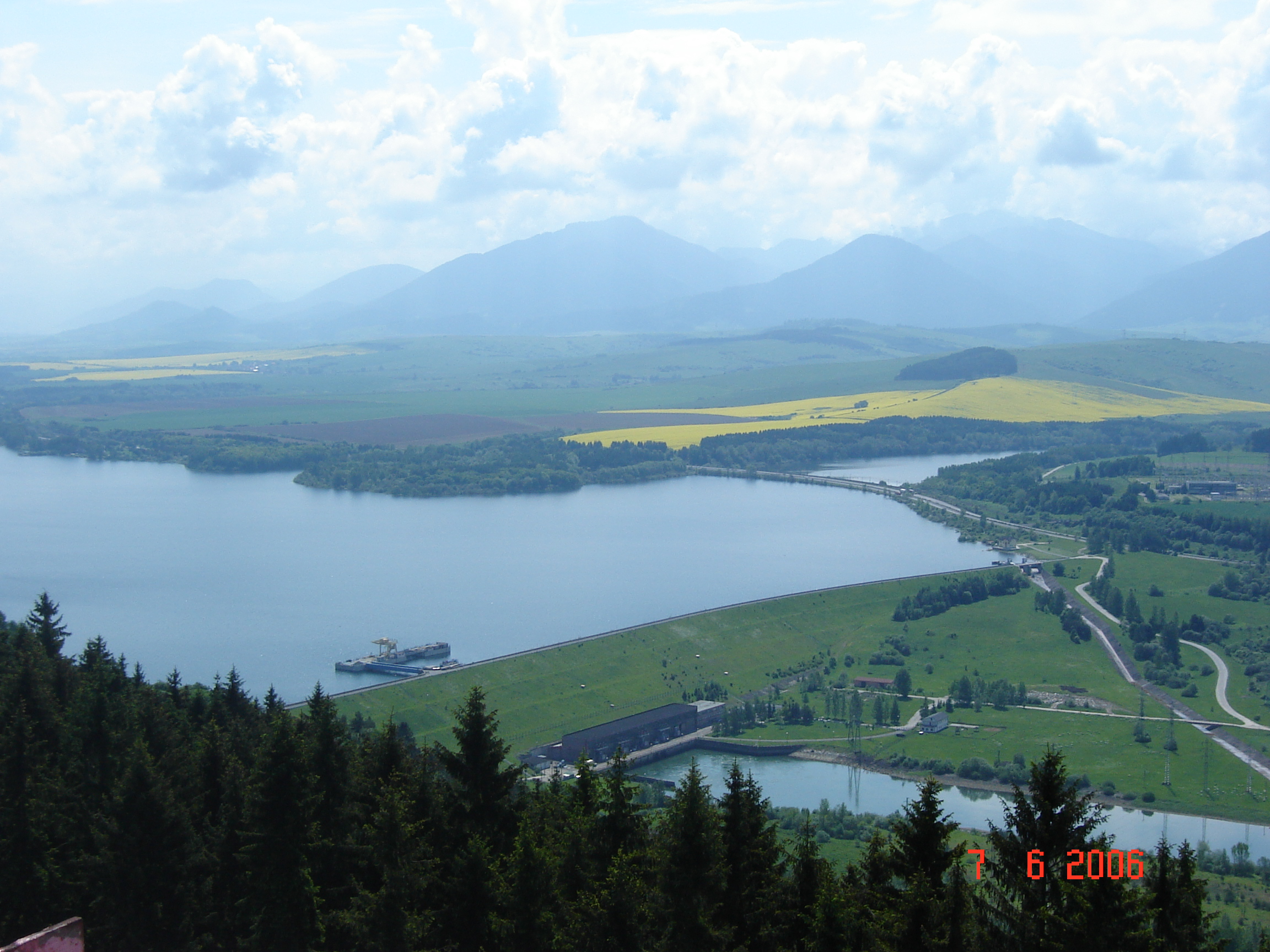
Widok na zaporę i zbiornik Liptovská Mara z góry Úložisko nad wsią Vlašky

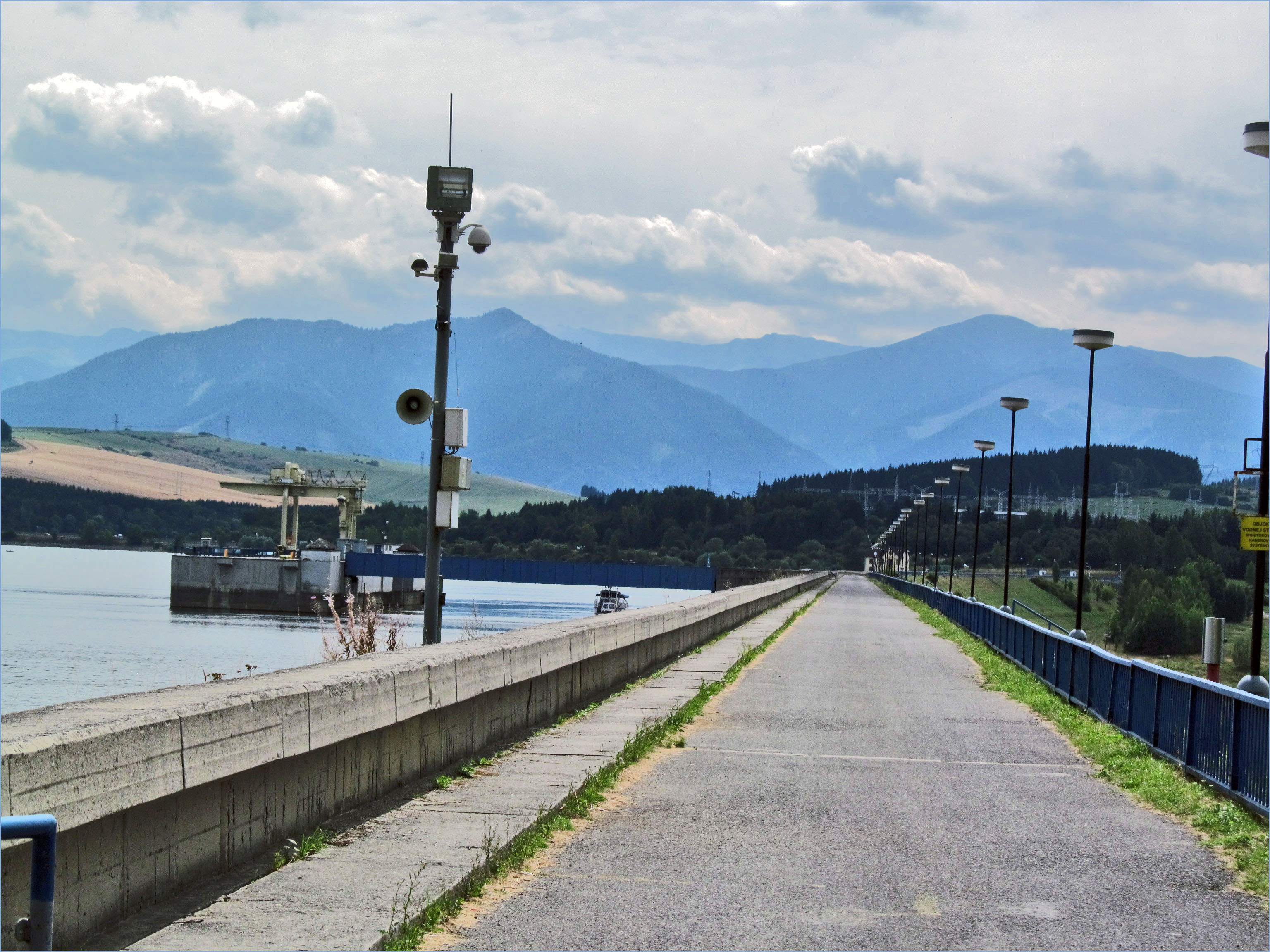
Na zaporze, w tle Niżne Tatry

Zapora Liptovská Mara – zapora wodna, wzniesiona w latach 1967–1975 na rzece Wag w północnej Słowacji, w historycznej krainie Liptów. Nazwa pochodzi od wsi Liptovská Mara, zalanej wodami utworzonego przez zaporę zbiornika Liptovská Mara.

## Położenie
Zapora znajduje się na 338,4 kilometrze rzeki Wag, w centralnej części Kotliny Liptowskiej, tuż powyżej wsi Vlachy w powiecie Liptowski Mikułasz w kraju żylińskim. Utworzony przez nią zbiornik ciągnie się na długości do 8,5 km w kierunku wschodnim. Konstrukcja na lewym brzegu opiera się o terasę napływową Wagu w rejonie dawnej wsi Sokolče, natomiast na prawym brzegu o wschodnie stoki góry Úložisko (742 m n.p.m.), stanowiącej zakończenie grzbietu Gór Choczańskich, wysuniętego na południe, w głąb Kotliny Liptowskiej.

## Charakterystyka
Podłoże zapory tworzą utwory fliszu karpackiego. Zapora jest budowlą ziemną z rdzeniem szczelnym (wykonanym z gliny), od strony wody zabezpieczoną okładziną betonową, od strony dolnej nasypem kamiennym. Długość 1225 m (w koronie blisko 1350 m), szerokość u podstawy ok. 270 m, w koronie 7 m. Wysokość maksymalna zapory wynosi 45 m (52,5 m od podstawy fundamentu), a jej korona znajduje się na wysokości 567,6 m n.p.m. Do jej budowy zużyto 11 mln m³ ziemi, 300 tys. m³ kamienia i ponad 400 tys. m³ betonu i żelbetu.

## Elektrownia wodna
Przy zaporze funkcjonuje elektrownia wodna, która po części jest klasyczną elektrownią przepływową, a po części elektrownią szczytowo-pompową. Wyposażona jest w dwie turbiny Kaplana o przepływach 2 × 140 m³/s oraz dwie turbiny rewersyjne systemu Deriaza o przepływach 2 × 130 m³/s, o łącznej mocy 198 MW i rocznej produkcji do 270 GWh energii. Część szczytowo-pompowa w okresie nadwyżek mocy w sieci energetycznej przepompowuje do głównego zbiornika wodę z położonego niżej wyrównawczego zbiornika Bešeňová.
Zaporą i elektrownią zarządza Slovenský vodohospodársky podnik š.p., Povodie Váhu Piešťany, závod Povodie horného Váhu Ružomberok.